# 董嗣朴
董嗣朴（1578年—1671年），字長白，號觀復，山東登州府萊陽縣人，軍籍，明朝政治人物。

## 生平
天啟元年（1621年）辛酉科山東鄉試舉人。崇禎元年（1628年）授許州知州，歷升大理寺正、刑部浙江司員外郎、刑部河南司郎中，出為衡州府知府，升山西按察司副使，兼驛傳鹽法道、糧儲道、提學道等。明亡，優遊林下二十七年，康熙十年（1671年）卒，享年九十四歲。

## 著作
著有《中山歸隱集》一卷。

## 家族
父董獻策，縣庠生，人稱“老儒”，好學安貧，言動不苟，因子董嗣朴、董嗣諶貴，贈衡州府知府、再贈湖廣布政使司參政。母王氏，治家嚴整，訓督五子有成。五子：董嗣德、董嗣儒、董嗣醇、董嗣朴、董嗣諶（河南按察使）。
子董正立，順治五年戊子恩貢，授江西按察司知事。